# Hideo Hosono
Pour les articles homonymes, voir Hosono.
Hideo Hosono (細野秀雄, Hosono Hideo), né le 7 septembre 1953, est un physicien japonais spécialisé dans la science des matériaux. Il est connu pour la découverte des supraconducteurs à base de fer,. Il est également un pionnier dans le développement des oxydes semi-conducteurs transparents (TAOS) : il a proposé un modèle de matériau utilisant un oxyde amorphe transparent semi-conducteur avec une grande mobilité des porteurs de charge, démontré l'excellente performance des transistors en couches minces à TAOS pour la prochaine génération d'écrans et converti avec succès un constituant du ciment, 12CaO·7Al2O3, en semi-conducteur transparent, métal et éventuellement supraconducteurs,.

## Honneurs et récompenses
- 2009 : Médailles honorifiques du Japon
- 2012 : Prix Nishina
- 2013 : Thomson Reuters Citation Laureates
- 2015 : Prix impérial de l'Académie japonaise

## Sélection de publications
- H. Kawazoe, M. Yasukawa, H. Hyodo, M. Kurita, H. Yanagi et H. Hosono, « P-type electrical conduction in transparent thin films of CuAlO2 », Nature, vol. 389, no 6654,‎ 1997, p. 939 (DOI 10.1038/40087)
- Nomura, H Ohta, K Ueda, T Kamiya, M Hirano et H Hosono, « Thin-film transistor fabricated in single-crystalline transparent oxide semiconductor », Science, vol. 300, no 5623,‎ 2003, p. 1269–72 (PMID 12764192, DOI 10.1126/science.1083212)
- K. Hayashi, S. Matsuishi, T. Kamiya, M. Hirano et H. Hosono, « Light-induced conversion of an insulating refractory oxide into a persistent electronic conductor », Nature, vol. 419, no 6906,‎ 2002, p. 462 (PMID 12368851, DOI 10.1038/nature01053)
- Matsuishi, Y Toda, M Miyakawa, K Hayashi, T Kamiya, M Hirano, I Tanaka et H Hosono, « High-density electron anions in a nanoporous single crystal: [Ca24Al28O64]4+(4e−) », Science, vol. 301, no 5633,‎ 2003, p. 626–9 (PMID 12893938, DOI 10.1126/science.1083842)
- K. Nomura, H. Ohta, A. Takagi, T. Kamiya, M. Hirano et H. Hosono, « Room-temperature fabrication of transparent flexible thin-film transistors using amorphous oxide semiconductors », Nature, vol. 432, no 7016,‎ 2004, p. 488 (PMID 15565150, DOI 10.1038/nature03090, lire en ligne)
- Y. Kamihara, T. Watanabe, M. Hirano et H. Hosono, « Iron-Based Layered Superconductor La[O1-xFx]FeAs (x = 0.05−0.12) with Tc= 26 K », Journal of the American Chemical Society, vol. 130, no 11,‎ 2008, p. 3296–7 (PMID 18293989, DOI 10.1021/ja800073m, lire en ligne)
- H. Takahashi, K. Igawa, K. Arii, Y. Kamihara, M. Hirano et H. Hosono, « Superconductivity at 43 K in an iron-based layered compound LaO1-xFxFeAs », Nature, vol. 453, no 7193,‎ 2008, p. 376–8 (PMID 18432191, DOI 10.1038/nature06972, lire en ligne)